# Miltonia flava
Miltonia flava är en orkidéart som beskrevs av John Lindley. Miltonia flava ingår i släktet Miltonia och familjen orkidéer. Inga underarter finns listade i Catalogue of Life.

## Bildgalleri

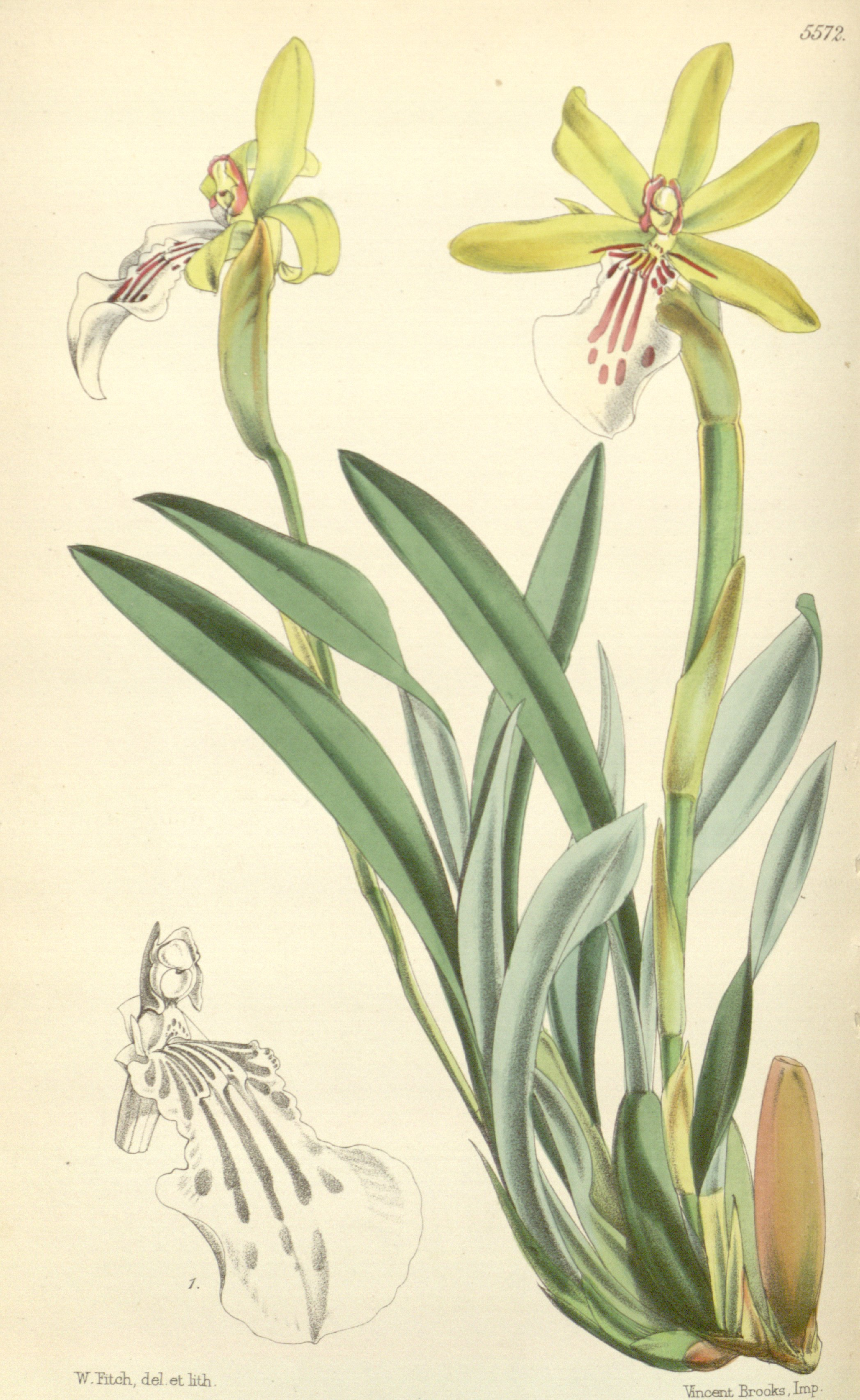